# کوین کوسکه
کوین کوسکه (به آلمانی: Kevin Kuske) ورزشکار مرد رشتهٔ بابسلد اهل آلمان است. وی در بین سال‌های ‎۲۰۰۲ تا ۲۰۱۰ میلادی در مسابقات بازی‌های المپیک زمستانی در مجموع ۵ مدال، شامل ۴ مدال طلا و ۱ نقره را کسب کرد.